# Stephenson (Familienname)
Stephenson ist ein englischer Familienname.

## Herkunft und Bedeutung
Stephenson ist ein Patronym und bedeutet Sohn des Stephen.

## Namensträger
- Alannah Stephenson (* 1996), nordirische Badmintonspielerin
- Alfred Stephenson (1908–1999), britischer Geodät und Polarforscher
- Andrew Stephenson (Autor) (* 1946), britischer Science-Fiction-Autor und -Illustrator
- Andrew Stephenson (Politiker) (* 1981), britischer Politiker
- Annabelle Stephenson (* 1988), britische Schauspielerin
- Arthur George Stephenson (1890–1967), australischer Architekt
- Barry Stephenson (* 1987), US-amerikanischer Jazzmusiker
- Benjamin Stephenson (1769–1822), US-amerikanischer Politiker
- Birnie Stephenson-Brooks, Juristin und Richterin in der Karibik aus Guyana
- Bob Stephenson (Eishockeyspieler) (* 1954), kanadischer Eishockeyspieler
- Bob Stephenson (Schauspieler) (Robert J. Stephenson; * 1967), US-amerikanischer Schauspieler, Produzent und Drehbuchautor
- Carl Stephenson (1893–1983), österreichisch-deutscher Autor und Verleger
- Chandler Stephenson (* 1994), kanadischer Eishockeyspieler
- Clark C. Stephenson (1911–1994), US-amerikanischer Physiker
- Clayton Stephenson (* 1999), amerikanischer Pianist
- D. C. Stephenson (1891–1966), US-amerikanischer Politiker und Ku-Klux-Klan-Mitglied
- Dwight Stephenson (* 1957), US-amerikanischer American-Football-Spieler
- Eve Stephenson (* 1969), US-amerikanische Radrennfahrerin
- Francesca Stephenson (* 1993), britische Tennisspielerin
- Francis Richard Stephenson (* 1941), britischer Geophysiker und Astronom
- Frank Stephenson (* 1959), US-amerikanischer Autodesigner
- Franklin Bache Stephenson (1848–1932), US-amerikanischer Militärarzt und Polyglott
- George Stephenson (1781–1848), britischer Eisenbahningenieur
- Gunther Stephenson (1925–2020), deutscher Religionswissenschaftler und Bibliothekar
- Henry Stephenson (1871–1956), britischer Schauspieler
- Hugh Southern Stephenson (1906–1972), britischer Diplomat
- Isaac Stephenson (1829–1918), US-amerikanischer Politiker
- James Stephenson (Politiker) (1764–1833), US-amerikanischer Politiker
- James Stephenson (1889–1941), US-amerikanischer Schauspieler
- Jeremy Stephenson (* 1951), Schweizer Politiker
- Jessie Stephenson (1873–1966),  englisch-britische Suffragette
- John Stephenson (Politiker) (1709–1794), britischer Politiker, Direktor der britischen Ostindien-Kompanie
- John Stephenson (Botaniker) (1790–1864), britischer Illustrator und Botaniker
- John Stephenson (Zoologe) (1871–1933),  britischer Chirurg und Zoologe
- John Stephenson (1809–1893), Gründer der John Stephenson Car Company
- John Stephenson (Schauspieler) (1923–2015), US-amerikanischer Schauspieler
- John Stephenson (Baseballspieler) (* 1946), US-amerikanischer Baseballspieler
- John Stephenson (Spezialeffektkünstler) (* 1962), Maskenbildner und Regisseur
- John Gould Stephenson (1828–1882), US-amerikanischer Bibliothekar
- Lance Stephenson (* 1990), US-amerikanischer Basketballspieler
- Lloyd William Stephenson (1876–1962), US-amerikanischer Geologe und Paläontologe
- Louis Stephenson (1907–1994), britischer Jazzmusiker
- Luca Stephenson (* 2003), englischer Fußballspieler
- Marjory Stephenson (1885–1948), britische Biochemikerin
- Michael Stephenson (* 1978), US-amerikanischer Filmproduzent, Filmregisseur und Schauspieler
- Michelle Stephenson (* 1977), britische Sängerin
- Neal Stephenson (* 1959), US-amerikanischer Schriftsteller
- Nigel Stephenson, vincentischer Politiker
- Pamela Stephenson (* 1949), neuseeländische Schauspielerin
- Philip Jon Stephenson (1930–2011), australischer Geologe
- Randall Stephenson (* 1960), US-amerikanischer Industriemanager
- Rob Stephenson (Autor) (* 1967), US-amerikanischer Autor, Komponist, Musiker und bildender Künstler
- Rob Stephenson (Offizier), britischer Offizier
- Robert Stephenson (1803–1859), britischer Ingenieur
- Ronnie Stephenson (1937–2002), britischer Jazzschlagzeuger
- Roy Stephenson (1932–2000), englischer Fußballspieler
- Sam Stephenson (1933–2006), irischer Architekt
- Samuel M. Stephenson (1831–1907), US-amerikanischer Politiker
- Scott Stephenson (* 1987), australischer Eishockeyspieler
- Sean Stephenson (1979–2019), amerikanischer Therapeut und Motivationsredner
- Shay Stephenson (* 1983), kanadischer Eishockeyspieler
- Theodore Stephenson (1856–1928), britischer Generalmajor
- Thomas Stephenson (1855–1948), britischer Geistlicher und Botaniker
- Thomas Alan Stephenson (1898–1961), britischer Meeresbiologe
- Todd Stephenson (* 1988), australischer Eishockeyspieler
- Tony Stephenson (* 1991), nordirischer Badmintonspieler
- William Stephenson (Seemann) (1889–1953), britischer Seemann
- William Stephenson (Spion) (1897–1989), kanadischer Soldat, Geschäftsmann und Spion
- William Stephenson (Psychologe) (1902–1989), britischer Psychologe
- Wolf Stephenson (* 1943), US-amerikanischer Musikproduzent, Songwriter und Labelbetreiber